# Modestas Vaičiulis
Modestas Vaičiulis (* 11. April 1989 in Ignalina) ist ein litauischer Skilangläufer. 

## Werdegang
Vaičiulis nimmt seit 2008 an Wettbewerben der Fédération Internationale de Ski teil. Sein erstes Weltcuprennen lief er im November 2008 in Kuusamo, welches er mit dem 75. Rang im Sprint beendete. Bei den nordischen Skiweltmeisterschaften 2009 in Liberec belegte er den 49. Platz im Sprint. Bei den Olympischen Winterspielen 2010 in Vancouver erreichte er den 54. Rang im Sprint und den 18. Platz im Teamsprint. Seine besten Resultate bei den nordischen Skiweltmeisterschaften 2011 in Oslo waren der 57. Rang im Sprint und der 17. Rang im Teamsprint. Bei den nordischen Skiweltmeisterschaften 2015 in Falun belegte er den 66. Platz im Sprint und den 20. Rang im Teamsprint. Im Januar 2017 wurde er in Madona litauischer Meister im Sprint. Im folgenden Monat errang er bei den nordischen Skiweltmeisterschaften in Lahti den 67. Platz im Sprint und den 20. Platz zusammen mit Tautvydas Strolia im Teamsprint. Im folgenden Jahr lief er bei den Olympischen Winterspielen in Pyeongchang auf den 96. Platz über 15 km Freistil, auf den 44. Rang im Sprint und auf den 24. Platz zusammen mit Mantas Strolia im Teamsprint. Im Dezember 2020 holte er in Dresden mit dem 28. Platz im Sprint seine ersten Weltcuppunkte.
In der Saison 2020/21 holte er in Dresden mit dem 28. Platz im Sprint seine ersten Weltcuppunkte und belegte bei den nordischen Skiweltmeisterschaften 2021 in Oberstdorf den 71. Platz im Sprint, den 26. Rang zusammen mit Tautvydas Strolia im Teamsprint und den 17. Platz mit der Staffel. In der folgenden Saison wurde er litauischer Meister im Sprint sowie im 30-km-Massenstartrennen und errang bei den Olympischen Winterspielen 2022 in Peking den 49. Platz im Sprint sowie den 24. Platz im Teamsprint.

## Teilnahmen an Weltmeisterschaften und Olympischen Winterspielen

### Olympische Spiele
- 2010 Vancouver: 18. Platz Teamsprint Freistil, 54. Platz Sprint klassisch
- 2018 Pyeongchang: 24. Platz Teamsprint Freistil, 44. Platz Sprint klassisch, 96. Platz 15 km Freistil
- 2022 Peking: 24. Platz Teamsprint klassisch, 49. Platz Sprint Freistil

### Nordische Skiweltmeisterschaften
- 2009 Liberec: 49. Platz Sprint Freistil
- 2011 Oslo: 21. Platz Teamsprint klassisch, 57. Platz Sprint Freistil, 79. Platz 15 km klassisch
- 2015 Falun: 20. Platz Teamsprint Freistil, 66. Platz Sprint klassisch
- 2017 Lahti: 20. Platz Teamsprint klassisch, 67. Platz Sprint Freistil
- 2021 Oberstdorf: 17. Platz Staffel, 26. Platz Teamsprint Freistil, 71. Platz Sprint klassisch
- 2023 Planica: 20. Platz Teamsprint Freistil, 73. Platz Sprint klassisch
- 2025 Trondheim: 24. Platz Staffel, 24. Platz Teamsprint klassisch, 59. Platz Sprint Freistil, 111. Platz 10 km klassisch